# Chiripá (Hosengewand)

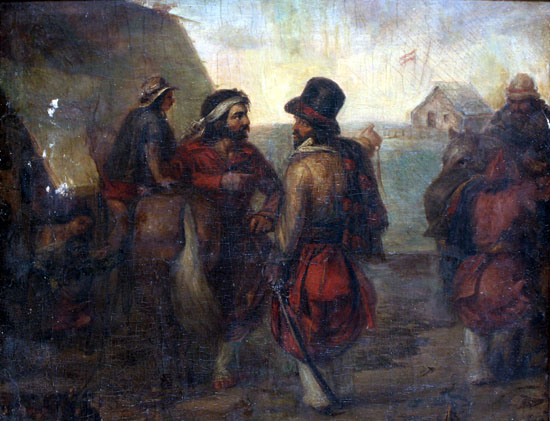
Gaucho mit Chiripá, Fiorini, 1835.

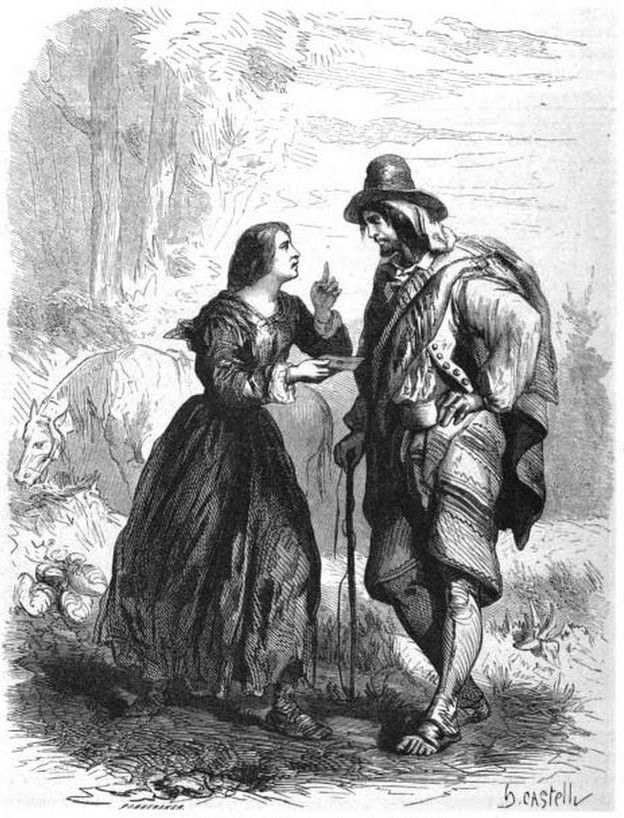
Chasqui aus Santiago del Estero mit Chiripá. - Zeichnung von Castelli 1840.

Die Chiripá war ein Hosengewand der spanischen Kolonisatoren in Südamerika, das von den Gauchos benutzt wurde und auch unter den dortigen Ureinwohnern (Mapuche u. a.) im Süden des Kontinents, dem heutigen Argentinien und Chile, Verbreitung gefunden hat. Der Name leitet sich ab aus dem Quechua-Wort „chiripac“ (chiri = kalt; pac = für). Die Chiripá ist heute kaum noch in Gebrauch.

## Quelle
- María Espósito: Mapuche-Legenden (orig.: Leyendas Mapuches); in: Mapuche-Spanisch-Wörterbuch; mythologische Personen; indigene Themen aus Patagonien; ursprüngliche Namen; Legenden (orig.: Diccionario Mapuche mapuche-español / español-mapuche; personajes de la mitología; toponimia indígena de la Patagonia; nombres propios del pueblo mapuche; leyendas); Editorial Guadal S.A., 2003; ISBN 987-1134-51-7, S. 234